# Ulrich Salchow
Karl Emil Julius Ulrich Salchow (1877. augusztus 7. – 1949. április 19.) olimpiai bajnok svéd műkorcsolyázó.

## Pályája
Az olimpiai bajnoki címen kívül tízszer lett világbajnok, ami megosztott rekord Sonja Heniével, aki a 20-as, 30-as években ugyancsak 10 vb-címet nyert. Az Európa-bajnokságot kilenc alkalommal sikerült megnyernie. A svéd bajnokságon csak háromszor indult, azonban végül mindhárom alkalommal ő diadalmaskodott.
1909-ben egy újfajta ugrást vezetett be, amit végül róla neveztek el. A salchow lényege, hogy a versenyző korcsolyájának belső éléről emelkedik el, visszaérkezéskor pedig a másik lábán lévő korcsolya külső élére érkezik.
Aktív pályafutása befejezése után is maradt a sport világában, 1925-től 1937-ig például az ISU elnöke volt. 1928-tól 39-ig az AIK elnöke is volt.

## Statisztika
| Event            | 1895 | 1896 | 1897 | 1898 | 1899 | 1900 | 1901 | 1902 | 1903 | 1904 | 1905 | 1906 | 1907 | 1908 | 1909 | 1910 | 1911 | 1913 | 1920 |
| ---------------- | ---- | ---- | ---- | ---- | ---- | ---- | ---- | ---- | ---- | ---- | ---- | ---- | ---- | ---- | ---- | ---- | ---- | ---- | ---- |
| Olimpia          |      |      |      |      |      |      |      |      |      |      |      |      |      | 1.   |      |      |      |      | 4.   |
| Világbajnokság   |      |      | 2.   |      | 2.   | 2.   | 1.   | 1.   | 1.   | 1.   | 1.   |      | 1.   | 1.   | 1.   | 1.   | 1.   |      |      |
| Európa-bajnokság |      |      |      | 1.   | 1.   | 1.   | 3.   |      |      | 1.   |      | 1.   | 1.   |      | 1.   | 1.   |      | 1.   |      |
| Svéd bajnokság   | 1.   | 1.   | 1.   |      |      |      |      |      |      |      |      |      |      |      |      |      |      |      |      |